# Тиждень ірландської мови
Тиждень ірландської мови (ірл. Seachtain na Gaeilge, SnaG) — некомерційна організація в Ірландії, що з метою пропаганди ірландської мови щороку організує двотижневий фестиваль на початку березня, перед Днем Святого Патрика (святкується 17 березня).

## Історія

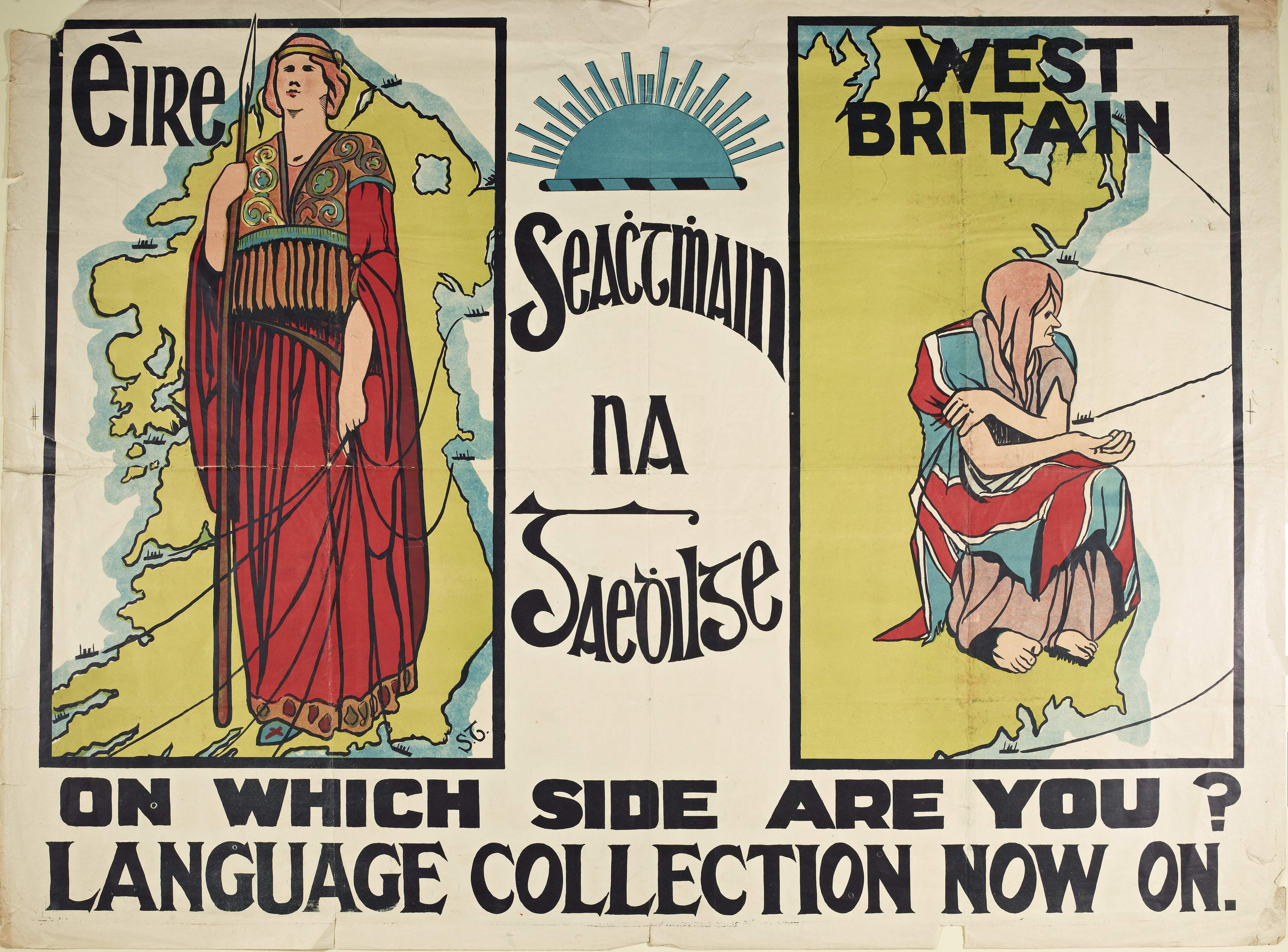
Плакат Тижня ірландської мови 1913 р.

Фестиваль був започаткований Гельською Лігою у 1903 році, і сьогодні Тиждень ірландської мови спонсується Радою з ірландської мови.
Фестиваль включає в себе музичні заходи, швидкі побачення та вуличні кейлі. Більш ніж 150,000 чоловік із найрізноманітніших верств населення країни (у тому числі тисячі юнаків зі шкіл та молодіжних клубів Ірландії) примають в ньому участь.
Слоган фестивалю — «Croí na Teanga — It's You!» («Серце Мови — Це Ти!»)
У нинішньому форматі фестиваль був запущений Гельською Лігою у 1977 р., та протягом наступних років після перезапуску в його рамках була організована величезна кількість різноманітних заходів:
- Спеціально замовлене Гельське Лялькове Шоу від Лялькового Теату Ламбертс.
- Відкриття надгробка на могилі Брендану Бехену на Гласневінському кладовищі. Бехен був видатним ірландським оратором і деякі з його основних робіт були написані ірландською мовою.
- Змагання, організоване спільно з Радою ірландських товарів. Конкурс має на меті заохочення інтересу до ірландських товарів у магазинах міст.
- Експозиціі, що стосуються ірландської мови, в Національній Бібліотеці та Національній Галереї.
- Відновлений засобами масової інформації акцент на ірландській мові та фестивалі, та присвячені їм передовиці та ін.

У 2012 році проведення фестивалю збіглося із проведенням естафети в підтримку ірландської мови, учасники якої пробігли від Голуея до Белфаста.

## Музичні альбоми
Як частина святкування, у 2000-х роках стали виходити альбоми з піснями фестивалів на CD. До них включені хіти відомих місцевих виконавців ірландською мовою. Альбоми SnaG '05, Ceol '06, Ceol '07 і Ceol '08 та ін. містять пісні Педді Кейсі, Манді, рок-груп The Frames і The Corrs. Збірник Ceol '07 включає деякі композиції з попередніх альбомів і дебютні записи Деміена Демпсі, групи Bell X1 і Деклана О'Рурк. Прибуток від продажу цих альбомів був пожертвуваний до ірландського благодійного агентства Concern Worldwide. У 2011 році право на виробництво і продаж фестивального диска було надано радіостанції Raidió Ri Ra, що віщає ірландською мовою, і газеті Irish Daily Star.